# Oben am jungen Rhein
Oben am jungen Rhein er nationalhymnen i Liechtenstein siden 1920. Den blev lettere bearbejdet i 1963, da man fjernede tyske elementer i teksten, og titlen blev ændret fra Oben am deutschen Rhein til den nuværende titel.
Teksten til hymnen er skrevet i 1850 af Jakob Josef Jauch, og hymnens melodi er identisk med Storbritanniens nationalhymne God Save the King.
Teksten til nationalhymnen lyder:
Oben am jungen Rhein
Lehnet sich Liechtenstein
An Alpenhöh’n.
Dies liebe Heimatland,
Das teure Vaterland,
Hat Gottes weise Hand
Für uns erseh’n.
Hoch lebe Liechtenstein
Blühend am jungen Rhein,
Glücklich und treu.
Hoch leb’ der Fürst vom Land,
Hoch unser Vaterland,
Durch Bruderliebe Band
Vereint und frei.

## Ekstern henvisning
- Om Liechtensteins nationalhymne på Liechtensteins officielle web-side Arkiveret 24. januar 2008 hos  Wayback Machine (engelsk)
- Liechtensteins nationalmelodi i mp3-format (ungarsk)